# Aldo Vianello

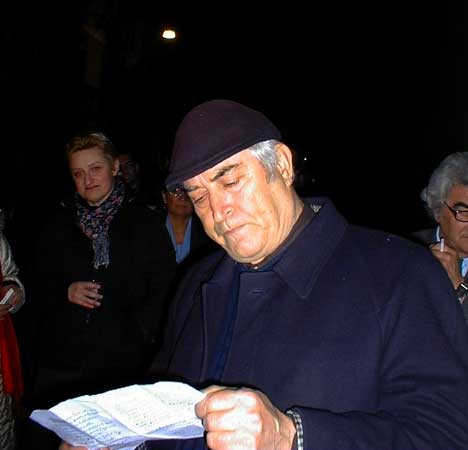
Aldo Vianello

Aldo Vianello (Venezia, 31 maggio 1937 – Venezia, 21 gennaio 2021) è stato un poeta italiano.

## Biografia
Abbandonato in tenera età dai genitori, visse un'infanzia difficile.
Conobbe sin da giovane gli ambienti letterari di Venezia: frequentò Ezra Pound, Aldo Palazzeschi e Diego Valeri. Sarà Pound a scrivere l'introduzione alla sua prima raccolta di poesie, Timide Passioni, del 1964. Questo testo fu definito un caso letterario, e tradotto in inglese dalla Anvill Press Poetry di Londra.
Nel 2008 la Anvill Press Poetry pubblicò una raccolta di 70 poesie, tradotte in inglese, con testo originale a fronte, dal titolo Aldo Vianello: Selected Poems, per festeggiare i suoi quarantaquattro anni di attività.
Fu protagonista di una pubblicità a favore dell'otto per mille alla chiesa cattolica, girata a Venezia.

## Opere
- Timide Passioni 1964 Bino Rebellato
- Cuore ed abisso 1966 Bino Rebellato
- Il timoniere del sole 1969 Bino Rebellato
- Una Fonte si apre 1970 Bino Rebellato
- Il mare alle ginocchia 1970 Bino Rebellato
- Per una terra di stelle morte 1971 Bino Rebellato
- Capovolto il domani 1974 Bino Rebellato
- Evento Umano 1976 Bino Rebellato
- Nuovo Tempo 1977 Bino Rebellato
- Le mani piene di vento 1973 Pan
- Con un carico di pietre 1981 (Premio nazionale Penisola) Bancarella
- Il guardiano dell'estate 1981 Helvetia
- Oceani di Riscatto 1990 Editoria Universitaria
- L'Arca spaziale e altri racconti 1991 Editoria Universitaria
- Dalla rampa del tuono schegge di un timido vagabondo 1992 Editoria Universitaria
- Sinfonia di un possibile suicida 1993 Editoria Universitaria
- Summa dell'esser Verbo 1993 Supernova
- Gli echi delle mie valli 1995 Supernova
- Dal silenzio al nulla, Versi e prose di un soldato ai margini della vita 1998 Supernova, ISBN 88-86870-23-X
- Il ribelle le ultime "follie" di un maledetto 2002 Supernova, ISBN 88-86870-84-1
- Il Piacere di non fingere 2004 Supernova, ISBN 88-88548-34-3
- Quotidiane Fermezze 2007 Supernova, ISBN 88-88548-75-0
- Il silenzio è un gatto che mi dà ragione 2008 Supernova, ISBN 88-88548-92-0
- Aldo Vianello: Selected Poems 2008, Anvil Press Poetry, ISBN 0-85646-413-9
- Cieli Diversi 2009 Supernova, ISBN 88-96220-02-5
- Sulla via del non ritorno 2010 Supernova, ISBN 978-88-96220-26-9
- Nei disegni del padre 2012 Supernova
- Consuetudine di principio 2012 Supernova
- Sequenze da vita illustrata 2013 Supernova
- Lettere 2013 Supernova
- Libertà e leggi di pietra 2014 Supernova
- Effetti Basagliani 2015 SupernovaI
- Il fallimento della vita 2016 Supernova
- Danza di parole 2017 Supernova